# Koinadugu
Koinadugu ist ein Distrikt in der Provinz Northern im Norden von Sierra Leone, an der Grenze zu Guinea. Seine Hauptstadt ist Kabala. Der Distrikt ist in zahlreiche Chiefdoms (Häuptlingstümer) eingeteilt.
Koinadugu umfasste eine Fläche von 12.121 Quadratkilometer und war damit der flächenmäßig größte und zugleich am dünnsten besiedelte Distrikt in Sierra Leone. Er wurde 2017 in zwei Distrikte unterteilt. Als neuer Distrikt ging hieraus Falaba hervor.

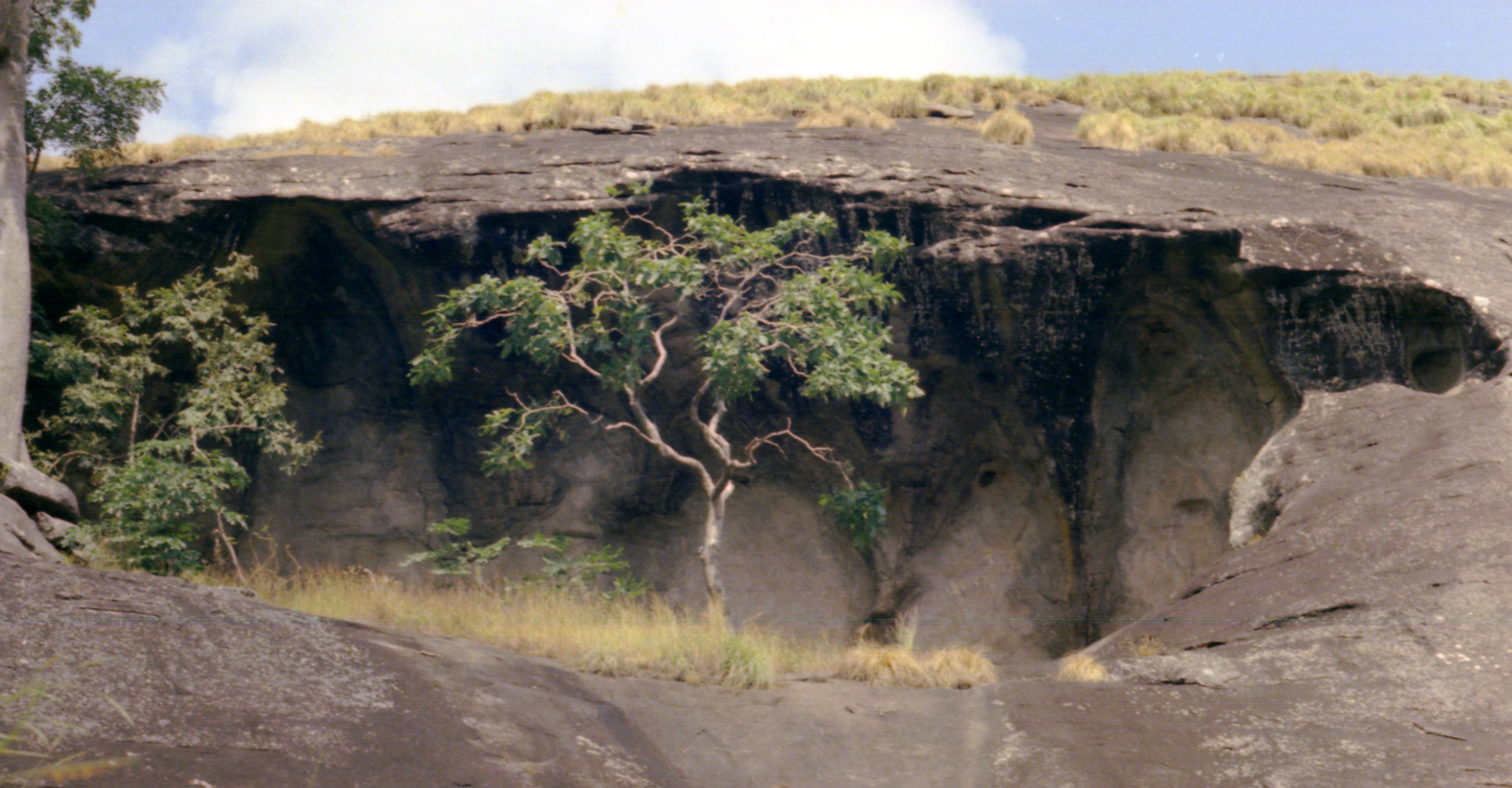
Kakoya-Höhle im Distrikt

In Koinadugu liegt der Sonfon-See.

## Bevölkerung
Koinadugu hat 206.133 (Stand 2021) Einwohner. Die Bewohner von Koinadugu gehören hauptsächlich den Ethnien der Limba, Kuranko und Jalonke an und sind mehrheitlich Muslime.

## Infrastruktur und Wirtschaft
Der Distrikt verfügte 2006 über 43 Gesundheitseinrichtungen, darunter ein staatliches Krankenhaus. 2005 waren 3 % der Bewohner HIV-positiv, was die landesweit höchste Rate ist. 2004/2005 gab es 234 Primar- und acht Sekundarschulen. Die Alphabetisierungsrate ist mit 21 % (30 % für Männer und 14 % für Frauen) landesweit am tiefsten, ebenso wie der Anteil der Kinder, die eine Schule besuchen (31,2 %).
Die Wirtschaft des Koinadugu-Distrikts besteht in Gold- und Diamantengewinnung, Rinderzucht und Palmölproduktion.